# میدان هوایی بین‌المللی نیمروز
میدان هوایی بین‌المللی نیمروز کار ساخت خط پرواز میدان هوایی جدید و بین‌المللی ولایت نیمروز در سال ۱۳۹۲ آغاز شده بود در سال ۲۰۱۵ با مصرف سه و نیم میلیون دلار تقریباً ۴۰ درصد کار ساخت آن تکمیل شده بود.
قرار است خط رنوی میدان هوای نیمروز به طول ۲۵۰۰ متر و عرض ۶۰ متر به شکل استاندارد جهانی و به گونهٔ معیاری ساخته شود. این میدان هوایی در ۱۰ کیلومتری شرق شهر زرنج قرار دارد.
ولایت نیمروز در حال حاضر دارای یک میدان هوایی داخلی بنام میدان هوایی زرنج می‌باشد که در شهر زرنج موقعیت دارد و فقط برای پروازهای داخلی می‌باشد.

## تکمیل شدن کار بالای میدان هوایی
مسئولان اداره محلی ولایت نیمروز می‌گویند که میدان هوایی این ولایت در ابتدای سال نو (۱۹۹۵ ه‍. ش)، پروازهای خود را به داخل و خارج از کشور به صورت رسمی آغاز می‌کند. به بیان آنان، آسفالت بخش بزرگی از محل باند فرود هواپیماها در این میدان هوایی به پایان رسیده و تنها ترمینال آن باقی مانده‌است.